# Kino moralnego niepokoju
Kino moralnego niepokoju – formacja artystyczna obecna w polskiej kinematografii w latach 1976–1981, obejmująca realistyczne filmy o tematyce współczesnej, które demaskowały zwyrodnienia systemu socjalistycznego przez pryzmat prowincjonalnego miejsca akcji. Nazwę nurtu ukuł Janusz Kijowski, a do innych wpływowych reżyserów powiązanych z formacją należeli Andrzej Wajda, Krzysztof Zanussi, Krzysztof Kieślowski, Agnieszka Holland, Feliks Falk, Janusz Zaorski, Piotr Andrejew, Tomasz Zygadło oraz Barbara Sass.
Kino moralnego niepokoju składało się z filmów obyczajowych, w których krytyce podlegały stopniowa dezintegracja społeczeństwa, dorobkiewiczostwo, konformizm i upadek więzi międzyludzkich. Filmy należące do nurtu były nagradzane na międzynarodowych festiwalach filmowych; nadawały też impet przemianom politycznym w Polsce, które doprowadziły do wydarzeń sierpniowych 1980 roku i „Solidarności”. Wprowadzenie stanu wojennego w Polsce gwałtownie zahamowało rozwój nurtu.
Filmy należące do kina moralnego niepokoju były niekiedy atakowane za tendencyjność i nadmiar publicystycznej treści, a w niektórych przypadkach otrzymały zakaz rozpowszechniania, lecz ta formacja artystyczna okazała się jedną z najważniejszych tendencji w polskim kinie fabularnym.

## Nazewnictwo i problemy z klasyfikacją

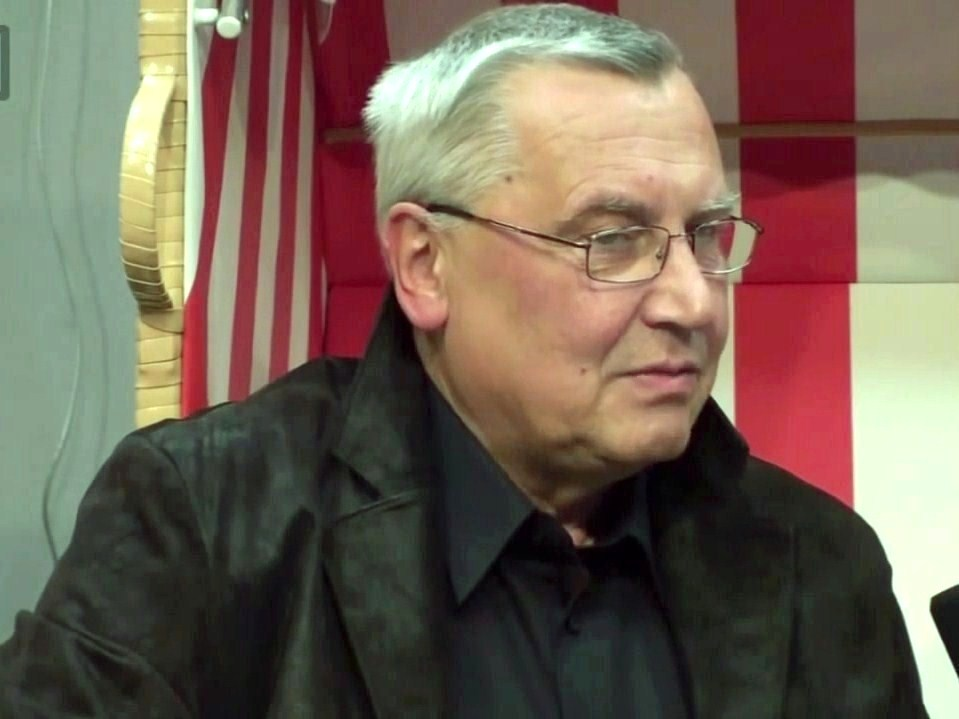
Janusz Kijowski (2010)

Nazwę „kino moralnego niepokoju” zaproponował Janusz Kijowski podczas Międzynarodowego Seminarium Krytyki, odbytego w trakcie Festiwalu Polskich Filmów Fabularnych we wrześniu 1979 roku. Kijowski bronił po latach swojej terminologii, twierdząc że w momencie wynalezienia pojęcia „moralność to było coś takiego, co bez przymiotnika «socjalistyczna» nie funkcjonowało w ogóle […]. A niepokój też był bardzo podejrzany, bo […] niepokoje wybuchały na uniwersytetach, czy w stoczni, to zawsze kończyło się na jednym – kompromitacji władzy”.
Nazwa „kino moralnego niepokoju” miała bardzo eufemistyczny wydźwięk, toteż próbowano zaproponować wobec niej alternatywne pojęcia. Andrzej Werner w 1980 roku sugerował nazwę „kino społecznych niepokojów”, odnosząc ją do filmów rozrachunkowych oraz krytycznych wobec coraz powszechniejszych postaw konformistycznych. Jerzy Płażewski optował za wprowadzeniem terminu „kino autentyzmu etosu”, podczas gdy Mariola Jankun-Dopartowa sugerowała nazwę „kino nieufności”. To jednak nazwa „kino moralnego niepokoju” zdobyła największą sławę i jest używana w opracowaniach obcojęzycznych .
Problemy rodzi też dobór kanonu formacji. Dobrochna Dabert zalicza do kina moralnego niepokoju szereg różnorodnych tytułów o szeroko pojętej tematyce opozycyjnej, które łączą „refleksja dotycząca aktualnych procesów społecznych” oraz „ów tytułowy moralny niepokój”. Tak rozumiane kino moralnego niepokoju obejmowałoby dzieła od Personelu (1975) Krzysztofa Kieślowskiego po Matkę Królów (1982) Janusza Zaorskiego. Tadeusz Lubelski proponuje jednak inne wyróżniki nurtu: współczesny temat, ujawnianie zwyrodnień systemu komunistycznego, akcję dziejącą się przeważnie na prowincji, realistyczny sposób opisu świata, wreszcie zaś – motyw inicjacji głównego bohatera. W takim rozumieniu kino moralnego niepokoju obejmowałoby filmy, których lista znajduje się w załączonej tabeli.

## Historia

### Geneza nurtu

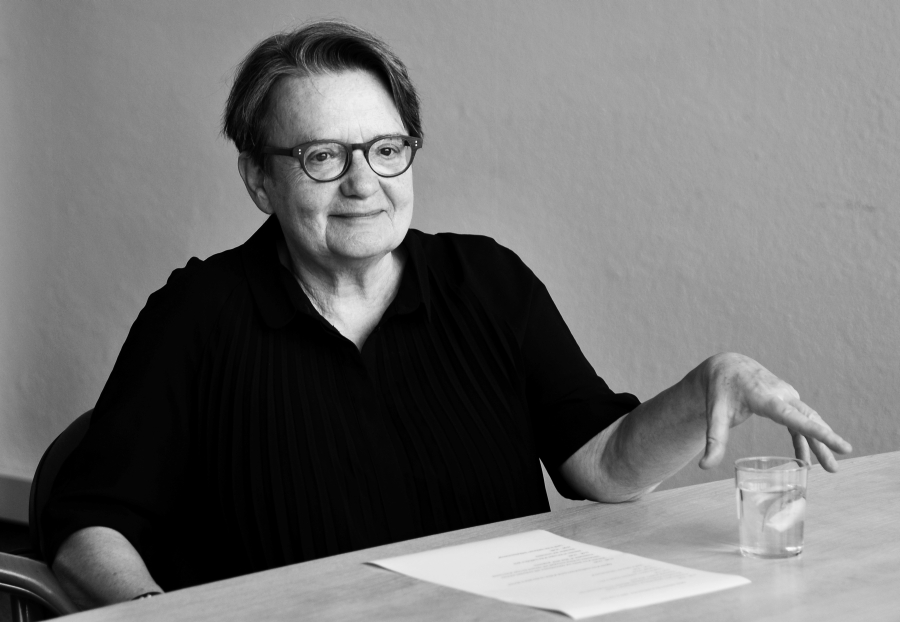
Agnieszka Holland (2014)

Kino moralnego niepokoju było formacją, która wykształciła się w ramach społecznego protestu, a jej początki można odnaleźć w telewizji. Kierowana przez Macieja Szczepańskiego Telewizja Polska upowszechniała „propagandę sukcesu” i sprzyjała uspokajaniu społecznych nastrojów, ale to właśnie w telewizji zadebiutowała część twórców później utożsamianych z nurtem. Zwrot ku tematyce obyczajowej można przypisać przede wszystkim Zespołowi Filmowemu „X” pod przewodnictwem Andrzeja Wajdy. Kierownikiem literackim Zespołu od 1973 roku był Bolesław Michałek, który pomagał reżyserom „Iksa” w realizacji nowelowych debiutów fabularnych, w ramach serii Sytuacje rodzinne. W formie składanek powstały między innymi Cdn (1975) Pawła Kędzierskiego i Zbigniewa Kamińskiego, Obrazki z życia (1975) siedmiorga reżyserów oraz Zdjęcia próbne (1976) Agnieszki Holland, Pawła Kędzierskiego i Jerzego Domaradzkiego. Holland wkrótce potem nakręciła już własne pełnometrażowe filmy, Niedzielne dzieci (1976) oraz Coś za coś (1977). Tematyka serii Sytuacje rodzinne była przede wszystkim obyczajowa, filmy należące do niej „pokazywały społeczeństwo zdezintegrowane, tracące więź z tradycją, podporządkowane fałszywym wzorom ubogiego posiadania i marnej konsumpcji” (Tadeusz Lubelski). W podobnej poetyce utrzymany był film Personel (1975) Krzysztofa Kieślowskiego, który z perspektywy postaci krojczego nowo zatrudnionego w operowej pracowni krawieckiej obrazował wzajemne napięcia pomiędzy aktorami operowymi, stopniowo tracącymi kontakt z rzeczywistością nieartystyczną. Personel niekiedy wskazuje się jako zapowiedź rodzącego się nurtu. Marta Hauschild dowodzi, że kino moralnego niepokoju było w pewnym stopniu przedłużeniem postulatów kina Młodej Kultury, za którego najważniejszych twórców uznaje się Krzysztofa Zanussiego oraz Krzysztofa Kieślowskiego.

### Początek formacji:Człowiek z marmuru

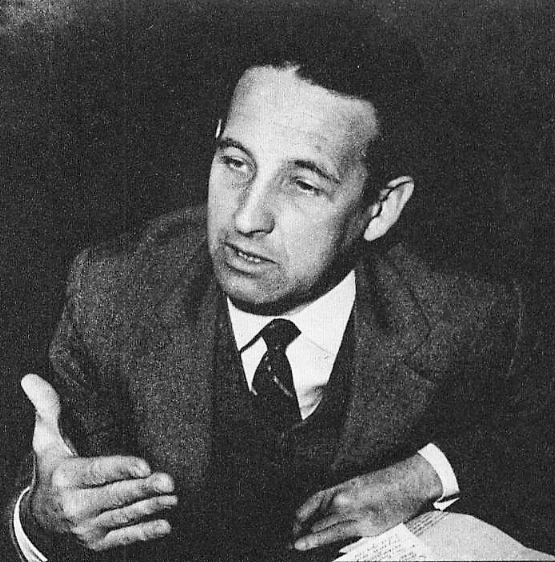
Andrzej Wajda (1978)

Kinu moralnego niepokoju impet nadał jednak dopiero film Człowiek z marmuru (1976) Andrzeja Wajdy. Film powstały na podstawie kilkanaście lat starszego scenariusza Aleksandra Ścibora-Rylskiego przedstawiał historię młodej dziennikarki (Krystyna Janda), która próbuje wbrew politycznym naciskom dociec prawdy o losach przodownika pracy z epoki stalinowskiej. Człowiek z marmuru, jako utwór pozbawiony dawnego elitaryzmu polskiej szkoły filmowej (reprezentowanej przez Wajdę), nie tylko odświeżał pamięć społeczeństwa polskiego o traumie stalinizmu, ale również wpisał się w postulaty Komitetu Obrony Robotników. Jak zauważał Krzysztof Kornacki, nie był to pierwszy film Wajdy nawołujący do dyskusji politycznej, ale „pierwszy, który dotyczył spraw tak silnie związanych z bieżącą polityką, po którym wyższy urzędnik państwowy (Józef Tejchma) musiał ponieść polityczne konsekwencje swoich decyzji”.

### Dominanta pierwsza: pojedynek postaw

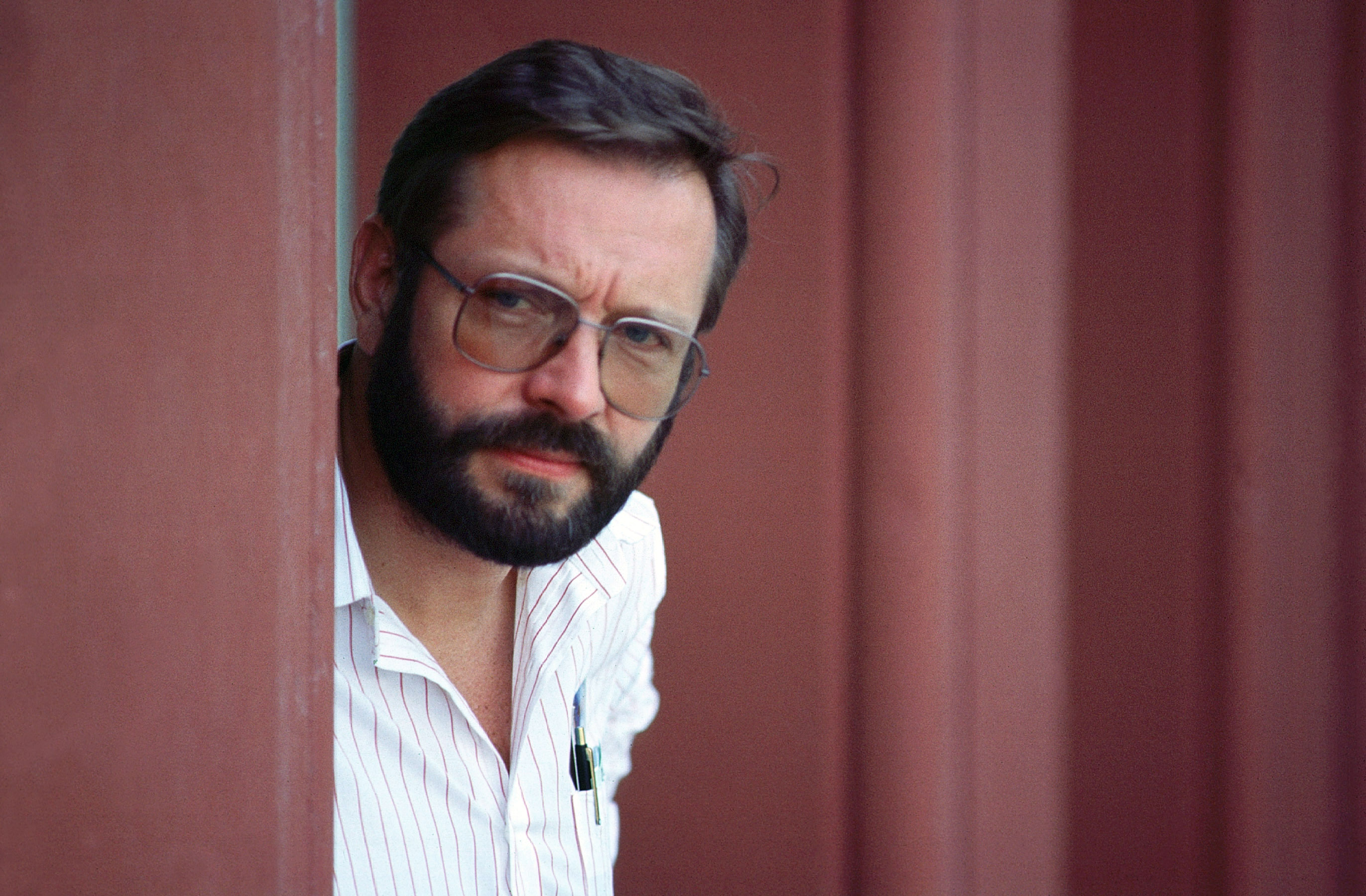
Krzysztof Zanussi (1984)

Według Lubelskiego jednym ze schematów fabularnych, które dostarczały okazji do inicjacji głównego bohatera, był pojedynek postaw dwóch osobowości, których racje musiał rozsądzić sam widz. Najwyrazistszym przykładem pojedynku postaw był film Barwy ochronne (1976) Krzysztofa Zanussiego, w którym kilkudniowy letni obóz naukowy językoznawców stawał się okazją do ukazania uczelnianych korupcji i serwilizmu. W tym świecie filmowym magister i sekretarz jury studenckiego (Piotr Garlicki), niedostrzegający początkowo zepsucia moralnego uczelni, zderzał swoje poglądy z postawą cynicznego docenta-konformisty (Zbigniew Zapasiewicz). Ten uświadamiał magistrowi konieczność zajęcia konkretnej postawy wobec zła panującego na uniwersytecie.
Podobne zderzenie racji występowało w filmach Bez znieczulenia (1978) i Dyrygent (1979) Wajdy. Scenariusz do pierwszego filmu, w którym znany reporter znienacka stawał się obiektem zaszczucia na tle osobistym i politycznym, napisała Agnieszka Holland, opierając się zarówno na biografii swojego ojca, jak i Ryszarda Kapuścińskiego. Adwersarzem reportera okazywał się młody partyjny dziennikarz, którego rolę odgrywał Andrzej Seweryn. Seweryn zagrał kolejną rolę oponenta w Dyrygencie, gdzie występował jako mierny polski dyrygent, próbujący za wszelką cenę zdyskredytować zachodniego mistrza batuty (John Gielgud).
Pokój z widokiem na morze (1977) Janusza Zaorskiego, którego akcja skupiała się na zdesperowanym młodzieńcu próbującym wyskoczyć z gzymsu wieżowca w Gdańsku, również opierał się na pojedynku postaw. Tym razem rywalizowali ze sobą doświadczony profesor psychiatrii (Gustaw Holoubek) oraz karierowiczowski adiunkt (Piotr Fronczewski), którzy obierali różne metody przekonywania młodzieńca do zaniechania samobójstwa. W Szansie (1979) nauczyciel historii (Jerzy Stuhr), uczulający uczniów na metody manipulacji obywatelami, mierzył się psychologicznie z brutalnym wyznawcą kultu siły w osobie nauczyciela wychowania fizycznego (Krzysztof Zaleski).

### Dominanta druga: przebudzenie prostych ludzi

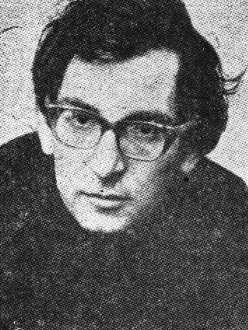
Krzysztof Kieślowski (1972)

W drugim schemacie fabularnym kina moralnego niepokoju prosty, uczciwy człowiek unikający koligacji politycznych weryfikował swoje spojrzenie na świat pod wpływem codziennych obserwacji. W tej tematyce przodowały trzy filmy Krzysztofa Kieślowskiego: Blizna (1976), Spokój (1976) oraz Amator (1979). Blizna, oparta na reportażu Romualda Karasia Puławy, rozdział drugi (1967), ukazywała losy dyrektora zakładów chemicznych (Franciszek Pieczka), który próbował skonsultować się z opinią publiczną w sprawie inwestycji – wbrew oczekiwaniom wyższych władz partyjnych. Spokój opierał się na noweli Lecha Borskiego, w której wypuszczony z więzienia, niewykształcony chłopak (Stuhr) próbował ustatkować się życiowo jako pracownik na budowie, nie narażając się nikomu – co okazywało się niewykonalne. Pozycję bezstronnego obserwatora próbował również obrać bohater Amatora (Stuhr), który jako dokumentalista-amator stopniowo rozumiał nie tylko możliwości przedstawiania świata za pomocą kamery, ale i przekonywał się o odpowiedzialności etycznej za bohaterów kręconych przez siebie dokumentów. Podobną perspektywę inicjacyjną przyjmował początkujący bokser plebejskiego pochodzenia w debiutanckim filmie Piotra Andrejewa Klincz (1979), ukazującym walkę o własne spełnienie w skorumpowanym środowisku.

### Dominanta trzecia: hodowla zła

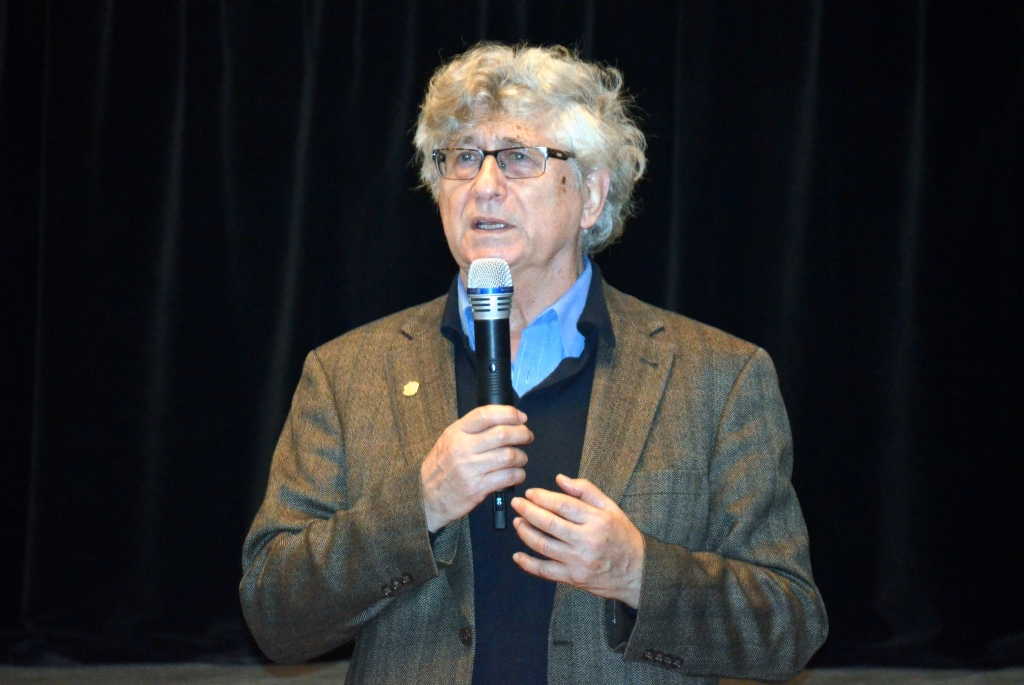
Feliks Falk (2014)

Trzeci schemat fabularny kina moralnego niepokoju polegał na ukazaniu stopniowej demoralizacji głównego bohatera, który świetnie odnajduje się w skorumpowanym, prowincjonalnym środowisku i pozbawia się skrupułów w walce o wyższą pozycję w karierze zawodowej. Najważniejszym filmem opartym na owej dominancie był Wodzirej (1977) Feliksa Falka, w którym Jerzy Stuhr zagrał prowincjonalnego konferansjera obsesyjnie próbującego spełnić swój wymarzony cel: poprowadzenie ekskluzywnego balu w swoim mieście, nawet za cenę pozbycia się potencjalnych przeciwników. W filmie Bez miłości (1980) Barbary Sass podobną drogę na skróty obierała cyniczna dziennikarka (Dorota Stalińska), która dla zdobycia upragnionego stypendium we Włoszech publikowała kompromitujące zdjęcie mieszkanki hotelu robotniczego, prowokując ją niejako do próby samobójczej. Zwłaszcza Bez miłości traktowany był jako feministyczny wariant nie tylko Wodzireja, ale również Człowieka z marmuru; bohaterka filmu Sass nie miała ani wsparcia rodzinnego, ani osobistego (została porzucona w ciąży przez włoskiego ukochanego, co wpłynęło na jej postawę).

### Dominanta czwarta: opór inteligentów
Czwarta dominanta kina moralnego niepokoju opierała się na rozterkach moralnych inteligentów, którzy w wyniku splotu okoliczności byli zmuszeni do zajęcia określonego stanowiska w obliczu degrengolady światka, w jakim się obracali. Dominantę tę odzwierciedlał przede wszystkim film Aktorzy prowincjonalni (1978) Agnieszki Holland, w którym nadmiernie ambitny aktor z teatru prowincjonalnego (Tadeusz Huk) próbował stworzyć swoją życiową kreację, lecz jego ambicje tłumiło kabotyństwo inteligenckiego otoczenia; w tle owego konfliktu bohater doświadczał kryzysu małżeńskiego, zaniedbując swoją żonę pracującą w teatrze dla lalek (Halina Łabonarska). Strategię oporu przyjmował też bohater filmu Constans (1980) Zanussiego, katolik rygorystycznie strzegący swego kompasu moralnego, który po śmierci jego matki zaprowadza go na skraj nieposłuszeństwa wobec systemu. Kontrakt (1980) stanowił złośliwy portret społeczności inteligenckiej na przykładzie ślubnej ceremonii córki funkcjonariusza partyjnego i syna kardiologa, która nie dochodzi do skutku ze względu na ucieczkę panny młodej sprzed ołtarza.
Podobny bunt inteligencki przejawiał się w filmach fabularnych Janusza Kijowskiego, Indeksie (1977) oraz Kung-fu (1979). Bohater Indeksu (Krzysztof Zaleski), wyrzucony z uczelni po wydarzeniach marcowych roku 1968, przyjmował bezkompromisową postawę wobec otoczenia; Indeks zawierał pierwszą w polskim kinie scenę namowy do współpracy ze Służbą Bezpieczeństwa, toteż był niecenzuralny. Kung-fu, historia przyjaźni czworga inteligentów, zawierał wątek dziennikarskiego śledztwa, którego inicjator (Seweryn) próbował ratować swojego kolegę (Fronczewski) – inżyniera zaszczutego w wyniku zmowy prowincjonalnej kliki. Podobnym przejawem aktywności inteligenckiej była Ćma (1980) Tomasza Zygadły, w której dziennikarz radiowy (Roman Wilhelmi) rozmawiał na antenie z bezsennymi ludźmi próbującymi ułożyć sobie życie, z czym on sam miał problemy.

### Oficjalna kontra wobec nurtu
Zjawisko kina moralnego niepokoju skłoniło władze komunistyczne do stworzenia własnej, oficjalnej odmiany nurtu, zgodnej wszelako z konwencją realizmu socjalistycznego i przychylnej gierkowskim rządom. Najważniejszym dziełem przeciwległym wobec kina moralnego niepokoju był Bilet powrotny (1979) Ewy i Czesława Petelskich, którego bohaterka – zatroskana o swojego syna uboga matka – wyjeżdża do Kanady celem zarobienia na nowy dom. Elementy propagandowe były nachalne: wuj z Kanady sprzedawał główną bohaterkę kanadyjskiemu zbrodniarzowi i erotomanowi. Jak zauważył jednak Sebastian Jagielski, „Bilet powrotny to nie tylko film wymierzony w kapitalizm, lecz także w system patriarchalny: to mężczyźni handlują kobietami, to oni odpowiadają za wszystkie ich nieszczęścia”. Nieudolnie z reżyserami nurtu rywalizowali natomiast dogmatyczni moczarowcy: Bohdan Poręba (Gdzie woda czysta i trawa zielona, 1977) oraz Ryszard Filipski (Wysokie loty, 1979). Niespełniony również był bardziej ambitny artystycznie Hotel klasy Lux (1979) Ryszarda Bera.

## Poetyka i estetyka
Jak zauważał Lubelski, zjawisko kina moralnego niepokoju było krytykowane za „dramaturgiczną szkicowość, za brak dostatecznej dbałości o operatorską stronę filmów czy przerost doraźnie publicystycznych celów”. Maria Kornatowska w pamflecie Wodzireje i amatorzy (1990) atakowała nurt jako przejaw „nowego socrealizmu”, którego ostrze nie zostało wymierzone we władzę i system, a jedynie w lokalnych notabli. Kornatowska krytykowała filmy nurtu również za mizoginię, gdyż większość dzieł kina moralnego niepokoju podporządkowywała kobiety męskim bohaterom. Zygmunt Kałużyński zarzucał nurtowi „niedostrzeganie fermentu masowego, emocji zbiorowej, reakcji grupy społecznej działającej wspólnie”; zdaniem Kałużyńskiego postacie filmów formacji, cechując się indywidualistycznym etosem, nie nakłaniały do jakichkolwiek zmian społecznych .
Przykładu schematyczności filmów nurtu dowodziła też Mariola Jankun-Dopartowa, szkicując ich poetykę następująco:

I. Bohater sięga po szansę zawodową / Bohater podejmuje grę o prestiż i korzyści.
II. Bohater wywołuje incydent / Bohater stosuje podstęp.
III. Rozpad więzi uczuciowych łączących bohatera z bliskimi osobami / Bohater osiąga korzyści materialne dzięki więzi osobistej.
IV. Bohater zostaje usunięty z pracy (uczelni) lub podlega naciskowi środowiska zawodowego.
V. Bohater podejmuje próbę kompromisu.
VI. Bohater odmawia współdziałania / Bohater wchodzi w układ sprzyjający jego zamiarom.
VII. Dwuznaczne pojednanie bohatera z rzeczywistością / Bohater zdemaskowany.

Mimo to Barbara Żurek broniła filmów z kina moralnego niepokoju przed zarzutem tendencyjności, zauważając, że ich twórcy wypowiadali się na przekór partyjnej propagandzie, ale nie czynili tego dosłownie; owe filmy „niejednokrotnie na przykładzie antybohaterów unaoczniały bolesną prawdę o zdegenerowaniu systemu ludzkich wartości. Nie było to zatem kino moralizujące czy idealizujące. Postawy bohaterów, mimo wielu dylematów, są przykładem zachowania granic przyzwoitości, której brakowało w rzeczywistości tego okresu widzianej okiem reżyserów”. Rafał Mielczarek dowodził natomiast, odwołując się do zapisków Kijowskiego, że twórcy kina moralnego niepokoju (z pominięciem Wajdy) celowo odnosili się negatywnie do dziedzictwa polskiej szkoły filmowej. O ile przedstawiciele polskiej szkoły filmowej „należeli do pokolenia, dla którego przeżycia wojenne stanowiły osnowę zbiorowych doświadczeń”, reprezentanci kina moralnego niepokoju nie tworzyli podobnej wspólnoty generacyjnej. Inne były również wiodące osobowości nurtu: „Tak jak «szkoła polska» w potocznym odbiorze identyfikowana była poprzez nazwisko Wajdy, tak w wypadku «kina moralnego niepokoju» na pierwszy plan wysuwały się dwie postacie – Krzysztofa Zanussiego i Krzysztofa Kieślowskiego”.
Podobne kontrowersje budziła kwestia walorów estetycznych nurtu. Marcin Maron, wbrew zwyczajowym ocenom kina moralnego niepokoju (kładącym nacisk na jego skrajny realizm estetyczny), przypisał nurtowi cechy kreacyjne. Czołowe dzieła formacji powstawały przy udziale doświadczonych operatorów. Sławomir Idziak (odpowiedzialny np. za zdjęcia do Blizny, Dyrygenta, Constansu i Kontraktu), kręcił filmy „z ręki”, używając wszelako obiektywu szerokokątnego oraz wzmacniając naturalne światło – sztucznym. Edward Kłosiński (operator np. Barw ochronnych, Bez znieczulenia, Wodzireja, Pokoju z widokiem na morze, Szansy) pozostawał bliższy konwencji reportażowej, konsekwentnie stosując otwarte kompozycje kadru, brawurowe jazdy kamery kręconej „z ręki” oraz możliwie najczęściej światło naturalne. Najbardziej naturalistyczny wygląd miały zdjęcia Jacka Petryckiego, odpowiedzialnego m.in. za Aktorów prowincjonalnych oraz Amatora. Petrycki nie stosował filtrów kolorystycznych, używał natomiast przede wszystkim światła naturalnego; tylko że o ile w Aktorach stosował poetykę naturalistyczną typową dla filmów Agnieszki Holland, w Amatorze zadbał o precyzyjną inscenizację scen oraz brawurowe filmowe środki wyrazu (główny bohater w finale kieruje kamerę ku sobie). Tymczasem Krzysztof Wyszyński, operator filmów Kijowskiego, wypracował styl częściowo powielający estetykę wspomnianych wyżej autorów zdjęć (zdjęcia „z ręki” kręcone obiektywem szerokokątnym), lecz uzupełniał ją o skrajnie dynamiczną pracę kamery. Dlatego też zdaniem Marona „stawiane tym filmom zarzuty formalnego niedopracowania wydają się nieporozumieniem; zwłaszcza z dzisiejszej perspektywy, po doświadczeniach Dogmy czy też po sukcesach nagradzanych w Cannes filmów braci Dardenne”.

## Znaczenie
Podsumowując dyskusję nad kinem moralnego niepokoju, Lubelski stwierdził, że filmy tego nurtu „przypominały o wartościach i przez fakt swego publicznego zaistnienia przygotowały upadek systemu komunistycznego w Polsce”. Zmierzch formacji przypadł na sezon „Solidarności”, kiedy powstawały już filmy bezpośrednio krytykujące rządy komunistyczne: Człowiek z żelaza (1981) Wajdy oraz Kobieta samotna (1981) Agnieszki Holland. Film Holland, wespół z zachowującym dystans wobec wszelkich opcji politycznych dziełem Przypadek (1981) Kieślowskiego, okazał się niecenzuralny i otrzymał zakaz rozpowszechniania do 1987 roku. Kiedy pod koniec 1981 roku ogłoszono stan wojenny w Polsce, kino moralnego niepokoju nie miało możliwości rozwoju. Poetykę nurtu starali się kontynuować Wiesław Saniewski (Nadzór, 1984), Jerzy Domaradzki (Planeta Krawiec, 1983), Robert Gliński (Rośliny trujące, 1985); najoczywistszym nawiązaniem do kina moralnego niepokoju była jednak przede wszystkim kontynuacja Wodzireja pod tytułem Bohater roku (1986) Falka. Epigoński charakter wobec nurtu miała twórczość Krzysztofa Krauzego z lat 90. XX wieku (Gry uliczne, 1996; Dług, 1999) .

## Wybrane dzieła
| Rok  | Film                      | Reżyser              | Wybrane nagrody | Dodatkowe uwagi                 |
| ---- | ------------------------- | -------------------- | --- | ------------------------------- |
| 1976 | Człowiek z marmuru        | Andrzej Wajda        | Nagroda FIPRESCI (MFF w Cannes) | –                               |
| 1976 | Barwy ochronne            | Krzysztof Zanussi    | Złote Lwy (FPFF) | –                               |
| 1976 | Blizna                    | Krzysztof Kieślowski | Nagroda Specjalna Jury (FPFF) | –                               |
| 1976 | Spokój                    | Krzysztof Kieślowski | Nagroda Specjalna Jury (FPFF) | zakaz rozpowszechniania do 1980 |
| 1977 | Wodzirej                  | Feliks Falk          | – | –                               |
| 1977 | Indeks                    | Janusz Kijowski      | – | zakaz rozpowszechniania do 1981 |
| 1977 | Pokój z widokiem na morze | Janusz Zaorski       | Srebrny Lampart, Nagroda FIPRESCI (MFF w Locarno)                                                                                               | –                               |
| 1978 | Bez znieczulenia          | Andrzej Wajda        | Złote Lwy (FPFF), Nagroda Jury Ekumenicznego (MFF w Cannes)                                                                                     | –                               |
| 1979 | Dyrygent                  | Andrzej Wajda        | Nagroda FIPRESCI i OCIC (MFF w San Sebastián), Srebrny Niedźwiedź za rolę męską (MFF w Berlinie)                                                | –                               |
| 1979 | Amator                    | Krzysztof Kieślowski | Złote Lwy i nagroda za pierwszoplanową rolę aktorską (FPFF), Złoty Medal i Nagroda FIPRESCI (MFF w Moskwie), Nagroda Interfilm (MFF w Berlinie) | –                               |
| 1979 | Aktorzy prowincjonalni    | Agnieszka Holland    | Nagroda za rolę kobiecą (FPFF), Nagroda FIPRESCI (MFF w Cannes)                                                                                 | –                               |
| 1979 | Szansa                    | Feliks Falk          | Nagroda za scenariusz i rolę męską (FPFF) | zakaz rozpowszechniania do 1980 |
| 1979 | Klincz                    | Piotr Andrejew       | Nagroda za montaż (FPFF) | –                               |
| 1979 | Kung-fu                   | Janusz Kijowski      | Nagroda Dziennikarzy i nagroda za debiut reżyserski (FPFF), Nagroda FIPRESCI (MFF w Locarno)                                                    | –                               |
| 1980 | Constans                  | Krzysztof Zanussi    | Nagroda Jury (MFF w Cannes), Nagroda Specjalna Jury (FPFF)                                                                                      | –                               |
| 1980 | Kontrakt                  | Krzysztof Zanussi    | Wyróżnienie UNICEF i OCIC (MFF w Wenecji) | –                               |
| 1980 | Bez miłości               | Barbara Sass         | Nagroda za debiut reżyserki i rolę kobiecą (FPFF)                                                                                               | –                               |
| 1980 | Ćma                       | Tomasz Zygadło       | Nagroda za rolę męską (MFF w Moskwie), nagroda za rolę męską (FPFF)                                                                             | –                               |